# Bobtail giapponese

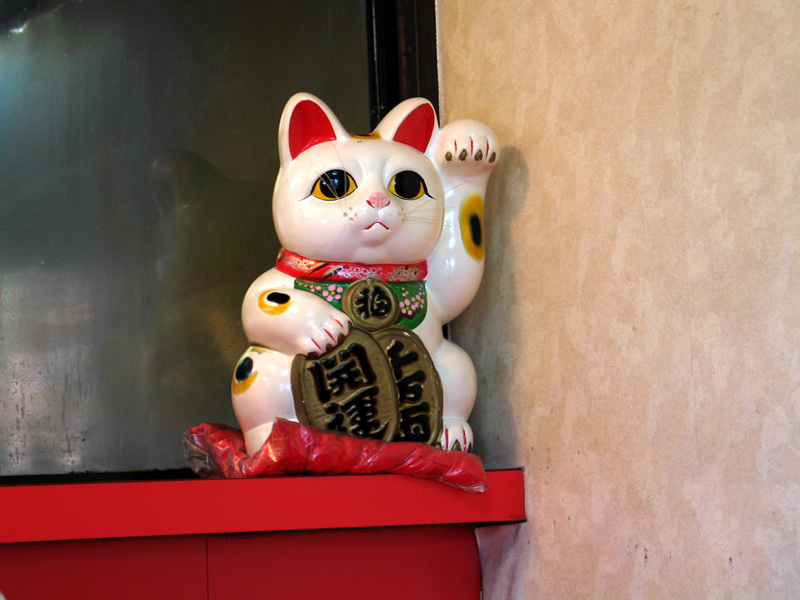
Maneki neko

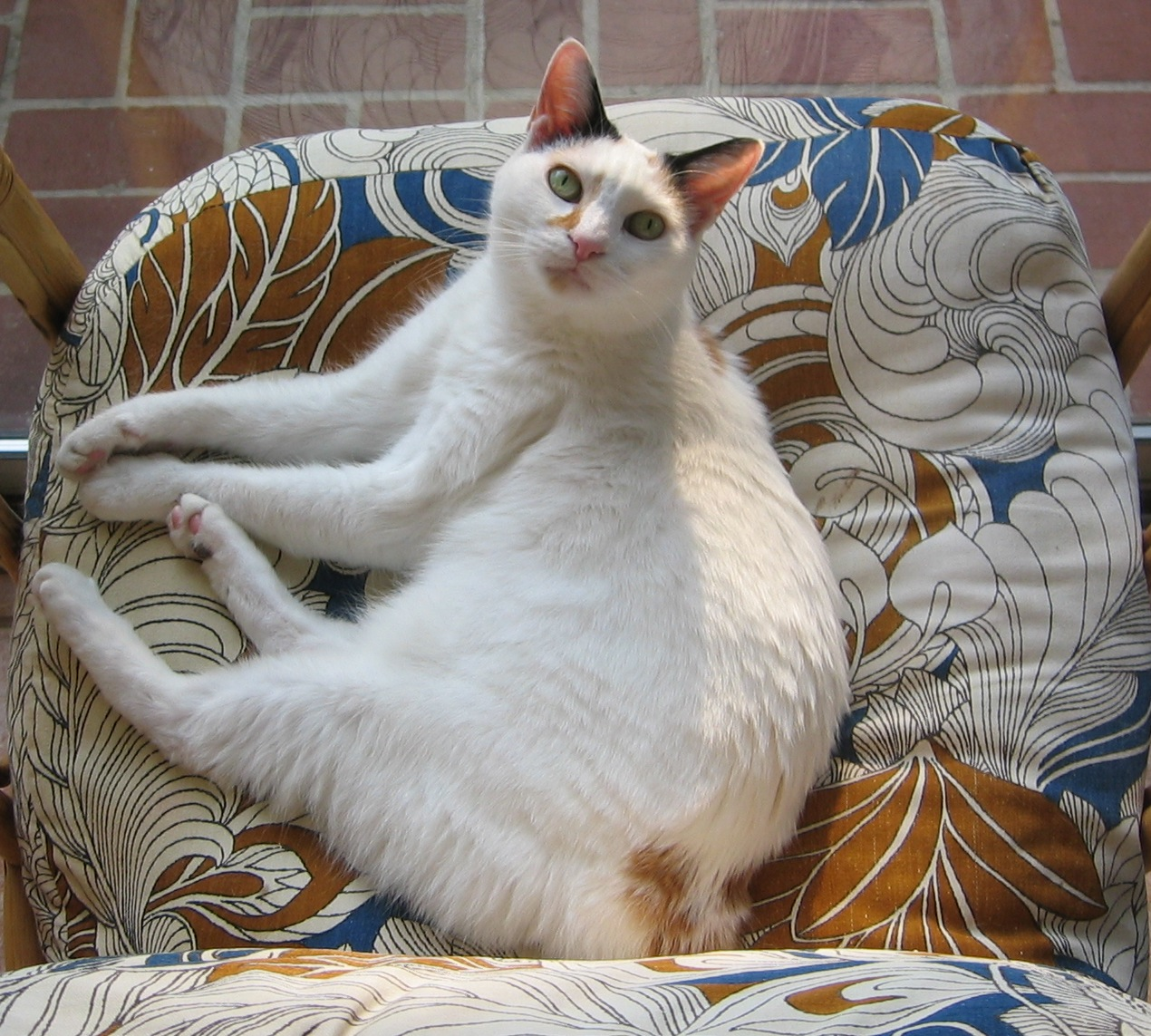
Bobtail giapponese

Il bobtail giapponese è un gatto molto apprezzato e famoso in Giappone, il paese del quale la razza è originaria. È noto soprattutto per la coda estremamente corta.

## Storia
Si pensa che le prime tracce della mutazione che portarono alla coda tipica di questa razza apparvero in Cina od in Corea, ma le prime testimonianze di questa razza arrivate fino a noi sono di circa 1000 anni fa e provengono dal Giappone.
Nel 1968 alcuni di questi gatti vennero importati negli Stati Uniti, per essere riconosciuti tre anni dopo dalla CFA. In Europa i primi esemplari si videro solo nel 1980.

## Descrizione

### Aspetto fisico
Questa razza presenta un corpo non particolarmente grande, atletico e snello, infatti è un ottimo saltatore. Gli occhi possono essere di qualsiasi colore, anche impari ma devono essere ben distanziati, mentre le orecchie sono grandi.
Questo gatto è molto particolare in quanto ha una coda molto corta, rigida, di appena 8–10 cm. La strana forma della coda di questo gatto è, probabilmente, il risultato di una mutazione avvenuta molto tempo fa. A causa della somiglianza tra il crisantemo e la sua coda, nel suo paese d'origine è stato soprannominato con il nome di quel fiore. In media è un gatto che non supera i 5 kg di peso. Il mantello è setoso e sono ammesse quasi tutte le colorazioni, eccetto quelle tipiche dei siamesi. Particolarmente apprezzati nel paese d'origine sono i gatti la cui varietà ha il mantello di ben tre colori, cioè rosso, nero e bianco, detta "Mi-ke".
Viene riconosciuta anche una varietà a pelo semilungo.

### Difetti
L'unico difetto ricorrente che può portare ad una squalifica in un'esposizione è un'eventuale malformazione della coda, o coda troppo lunga.

### Carattere
Ha un carattere attivo e affettuoso, e ha un miagolio definito "melodioso". Non è affatto timido, e tende ad essere molto curioso. Si affeziona facilmente ai padroni, dai quali impara anche qualche gioco, e si lascia portare al guinzaglio. Tende a litigare con gli altri gatti.

## In Giappone
In Giappone il bobtail giapponese veniva spesso ritratto nei disegni sacri, infatti molte rappresentazioni si trovano tuttora nei dintorni di Tokyo, nel tempio Gotokuji. In Giappone viene tuttora considerato un portafortuna, infatti viene spesso disegnato sulle cartoline e si trovano numerose statuette di gatti di questa razza (i maneki neko), cioè una rappresentazione di un gatto seduto con la coda corta ed una delle zampe anteriori alzata.